# Segmentina nitida
Segmentina nitida е вид сладководно коремоного от семейство Planorbidae.

## Разпространение
Видът е разпространен в Чехия, Британските острови, Германия, Латвия, Холандия, Полша и Словакия.